# Dedžima

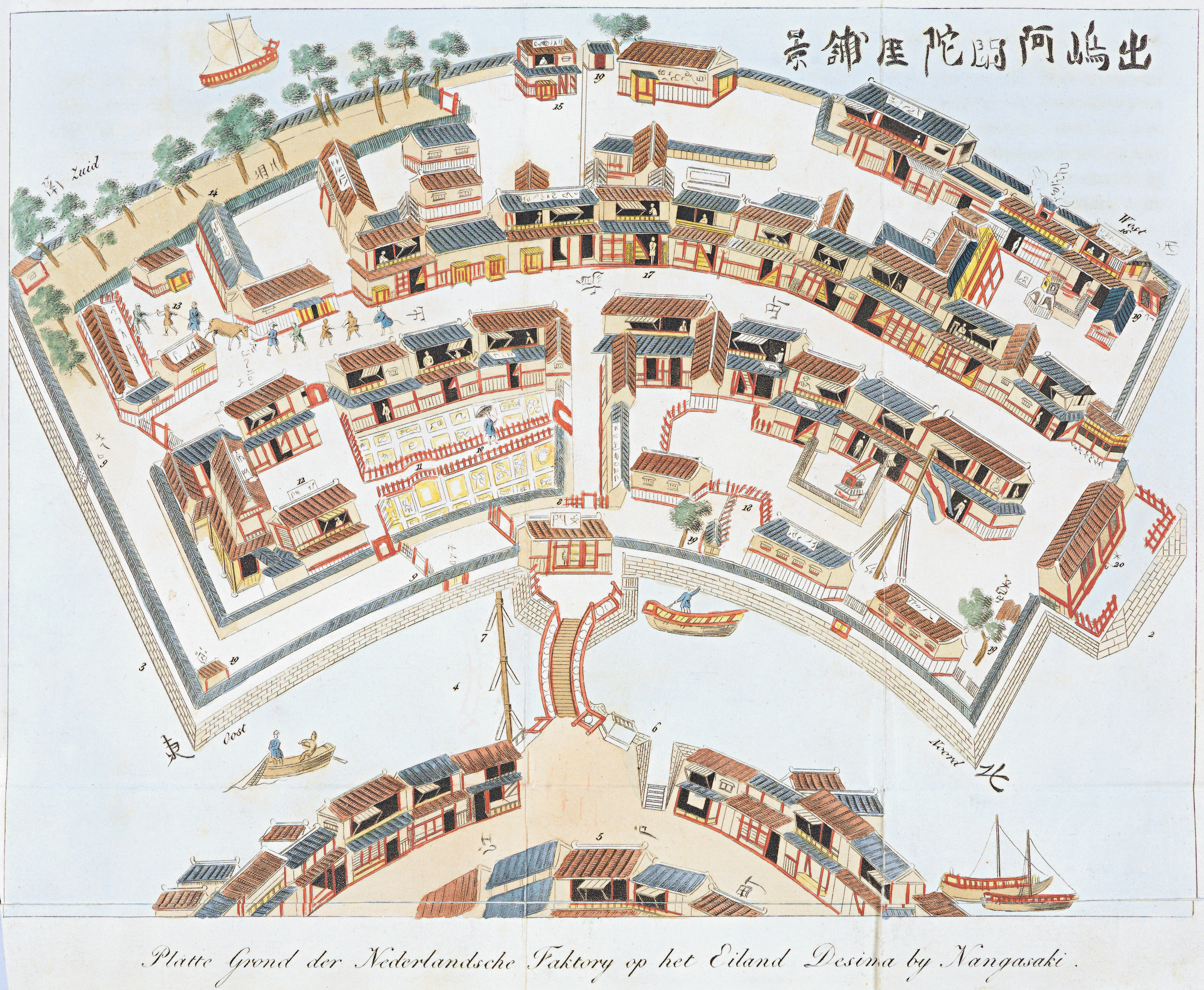
Pohled na rozvržení a stavby Dedžimy z ptačí perspektivy. Kopie z dřevorytu Bundžimona Tošimaja z roku 1780, publikovaná v knize Isaaca Titsingha.

Dedžima (出島, „výstupní ostrov“ nebo také „přední ostrov“) nebo Dešima, v 17. století nazývaný také Cukišima (築島, „postavený ostrov“), byl umělý ostrov u japonského Nagasaki, který sloužil jako obchodní stanice Portugalcům (1570–1639) a následně Holanďanům (1641–1854). Po více než dvě století byl hlavním kanálem pro zahraniční obchod a kulturní výměnu s Japonskem během izolacionistického období sakoku a jediným japonským územím otevřeným pro západní návštěvníky.

## Kontext
Po Šimabarském povstání (východně od Nagasaki) v letech 1637 a 1638, ze kterého bakufu oficiálně vinilo křesťany, byli Portugalci vypovězeni z Japonska (1639). Holanďané museli zbourat svou nově postavenou faktorii v Hiradu a v roce 1641 jim bylo nařízeno přestěhování do Dedžimy. Od roku 1639 do roku 1854 byli Nizozemci jedinými Evropany, kteří měli povolen vstup do Japonska. Španělé byli vyhoštěni již v roce 1624, Angličané opustili svou faktorii dobrovolně v roce 1623 a vstup do Japonska jim byl znovu povolen až v roce 1854, ačkoli se několikrát pokoušeli obchod znovu otevřít. Spolu s Číňany tedy zajišťovali zámořský obchod Japonska Nizozemci, Japonci sami měli od roku 1636 oficiálně zakázáno Japonsko opustit.

## Vznik
Ostrov samotný byl postaven v letech 1634 a 1635 za přispění 25 místních obchodníků. Portugalci na tomto uměle vybudovaném ostrůvku svou obchodní stanici v letech 1636-1639, Holanďané až do uzavření jejich faktorie roku 1860.
Za éry Tokugawů patřilo Nagasaki pod přímou kontrolu bakufu a za správu města byli zodpovědní bugjó jmenovaní z Eda. První bugjó (Nizozemci nazývaný Gouverneur) v Nagasaki byl jmenován již v roce 1592 Hidejoši Tojotomim, druhým ze tří velkých sjednotitelů Japonska. V roce 1633 byli jmenováni dva bugjó, což se stalo standardním počtem, kdy oba zastávali úřad střídavě. Jeden z nich sídlil v Edu, zatímco druhý zůstával v Nagasaki. Bugjó byli jmenováni z řad hatamoto, s jejich statusem byl spojený plat ve výši 1000 koku. Bugjó byl pověřen především vedením zahraničních záležitostí a výkonem spravedlnosti. 
Samotná Dedžima, která byla od svého vybudování v roce 1636 nedílnou součástí Nagasaki, byla postavena ve tvaru vějíře. Podle pověsti tvar vznikl tak, že když byl šógun požádán, aby její tvar určil, pouze rozlomil vějíř otočením zápěstí. Ostrov se zvedal asi 0,9 metru nad hladinu, východní i západní strana byly dlouhé přibližně 64 metrů. Severní strana nejblíže městu měla přibližně 215 metrů. Celková plocha Dedžimy činila asi 15 700 čtverečních metrů, tedy přibližně tolik, kolik má náměstí Dam v Amsterdamu.
Celý ostrov byl obehnán vysokým prkenným plotem, na jehož vrcholu byla dvojitá řada železných hrotů. Na západní straně se nacházela přístavní brána, která se směla otevírat jen v tu dobu během roku, kdy se vykládaly a nakládaly holandské lodě. Několik kroků od ostrova ve vodě bylo třináct vysokých kůlů rozmístěných v patřičných rozestupech. Na vrcholu každého sloupu byly malé dřevěné tabulky, na nichž byl velkými písmeny napsán vládní příkaz, který přísně zakazoval všem lodím a plavidlům připlout k těmto sloupům nebo se přiblížit k ostrovu. Dedžima byla spojena s pevninou malým kamenným mostem, na jehož obou koncích stály hlídky, které dohlížely na to, aby žádné neoprávněné osoby na ostrov nevstupovaly ani jej neopouštěly.

## Život na ostrově
Nájemné za tento pozemek činilo 55 kamme stříbra ročně. Budovy zahrnovaly kromě obydlí a skladů holandských úředníků také několik obydlí pro japonské úředníky, jako byli dozorci, tlumočníci a strážci. Na jednom z rohů Holanďané pěstovali květinovou zahradu a na ostrově chovali také krávy, ovce, prasata a slepice. Obyčejný holandský dům měl čtyři místnosti, dvě nahoře a dvě dole, s připojenou kuchyní a latrínou. Všechny budovy si museli Holanďané zařídit na vlastní náklady. Voda a voda na vaření se přiváděla bambusovým potrubím z řeky uvnitř Nagasaki a musela se platit jako samostatná položka. Kdykoli bylo zapotřebí dalších budov, mohly být postaveny, ale na holandské náklady. Některé z nich, které byly postaveny, zahrnovaly místo pro prodej zboží, dva "ohnivzdorné" sklady, velkou kuchyni, dům pro zástupce, které jmenoval bugyo, aby řídili a regulovali obchod, a prostory pro tlumočníky.
Počet Holanďanů, kteří na ostrově pobývali, se rok od roku měnil. Jen výjimečně ale jejich počet přesáhl dvacet. Byl zde "operhoofd (kapitán) nebo "opperkoopman" (náčelník), jimž po roce 1640 bakufu nařídilo každoroční rotaci, aby se nemohli příliš spřátelit s Japonci. Za dobu trvání holandské faktorie došlo na této pozici ke 162 změnám, nicméně často byl jmenován tentýž muž opakovaně.  Obvykle zde byl také zástupce kapitána, správce skladu, tajemník, lékař nebo lékařský asistent, účetní a libovolný počet pomocníků (dělostřelci, lodníci, tesaři) a také otroci.
Pro tuto malou skupinu téměř bezbranných a izolovaných Holanďanů vytvořili Japonci až extrémně byrokratický systém. Za všechny úředníky navíc Holanďané platili.
Nikdy neexistoval takový ráj pro úřední povalečství jako v Dedžimě, za jehož udržování byli zodpovědní ctihodní měšťané Amsterodamu a Rotterdamu.
James Murdoch, A History of Japan, 200
Stráže u brány bránily veškerému spojení s městem, nikdo nemohl na ostrov vstoupit ani ho opustit bez úředního povolení, které se udělovalo pouze výjimečně. Žádný Japonec nesměl bydlet v holandském domě s výjimkou "veřejných žen". Žádný nizozemský občan také nesměl být pohřben na japonské půdě.
Proto není divu, že Carl Peter Thunberg (švédský botanik a lékař vyslaný VOC do Dedžimy v roce 1776) popsal život a izolaci takto:
Evropan, který by byl odsouzen strávit první část svého života v této samotě, by byl skutečně pohřben zaživa. Zprávy o velkých převratech říší se sem nikdy nedostanou. Deníky z Japonska a ještě méně z cizích zemí sem nedorazí. Člověk tu může vegetovat v naprosté morální prázdnotě, cizí všemu, co se děje ve světě.
Carl Peter Thunberg
Sám Thunberg sice s velkými obtížemi získal povolení zkoumat rostliny v blízké krajině, ale při každé takové výpravě ho bedlivě sledovalo 20-30 Japonců, pro které musel zajistit odpovídající pohoštění.
Nagasaki-e poskytují naopak japonský pohledu na Nizozemce v Dedžimě, které vykresluje takto:
(Holanďan) spokojeně tráví dny a noci, kdy jen lelkuje ve velkém křesle, kouří dlouhou dýmku a tváří se velmi znuděně. Před sebou má stůl plný jídla, po jedné ruce karafu a sklenice a po druhé gejšu. Na druhé straně místnosti klečí věčně napjatí tlumočníci a v pozadí pobíhá japonské služebnictvo.
John Z. Bowers, Western Medical Pioneers in Feudal Japan, 200
Jeden z předpisů, který byl vyvěšen na mostě z Nagasaki, zněl: „Pouze děvky, ale žádné jiné ženy nesmí dovnitř.“ Holandským ženám byl vstup do Dedžimy zakázán, nicméně tyto japonské ženy oficiálně objednával jeden z japonských úředníků. Ženy přicházely z Nagasaki v doprovodu služebné, která během pobytu v Dedžimě své paní nosila jídlo z města, vařila jí čaj a udržovala pořádek v jejích věcech. Od Holanďanů se očekávalo, že jim budou zajišťovat výživu a budou je obdarovávat hedvábnými šaty, čelenkami, atd.
Děti narozené z takových vztahů, ačkoli měly holandské otce, byly považovány za Japonce. Jejich matky je směly kojit v domech svých otců, ale pouze v raném věku. Brzy se na ně začala vztahovat podobná omezení, jaká platí pro ostatní Japonce při styku s cizinci. 
G. F. Meijlan, který byl „opperhoofdem“ od prosince 1828 do ledna 1831, podal originální vysvětlení takového vztahu:
Jak jinak by si mohli holandští obyvatelé obstarat za dlouhých zimních nocí nějaké domácí pohodlí, například vodu na čaj, kdyby nebylo těchto žen.
G. F. Meijlan, 200
Tato přísná pravidla pobytu na Dedžimě měla hlubší základy. Krom přebujelé byrokracie, charakteristické pro Japonsko období šógunátu Tokugawa, mělo bakufu velké obavy z možného rozšíření křesťanství. Krom toho měli tokugawští úředníci obavu z pokusů o pašování ze strany Holanďanů, mezi Japonci a Holanďany ale také panovala hluboká v názoru na obchod s otroky. Japonci odsuzovali krutosti, s níž Holanďané někdy s jejich východoindickými a africkými otroky zacházeli. V neposlední řadě se však v tak hierarchické společnosti, jakou bylo Japonsko v době šógunátu Tokugawa, na obchodování stále pohlíželo spíše přezíravě.

## Závěr

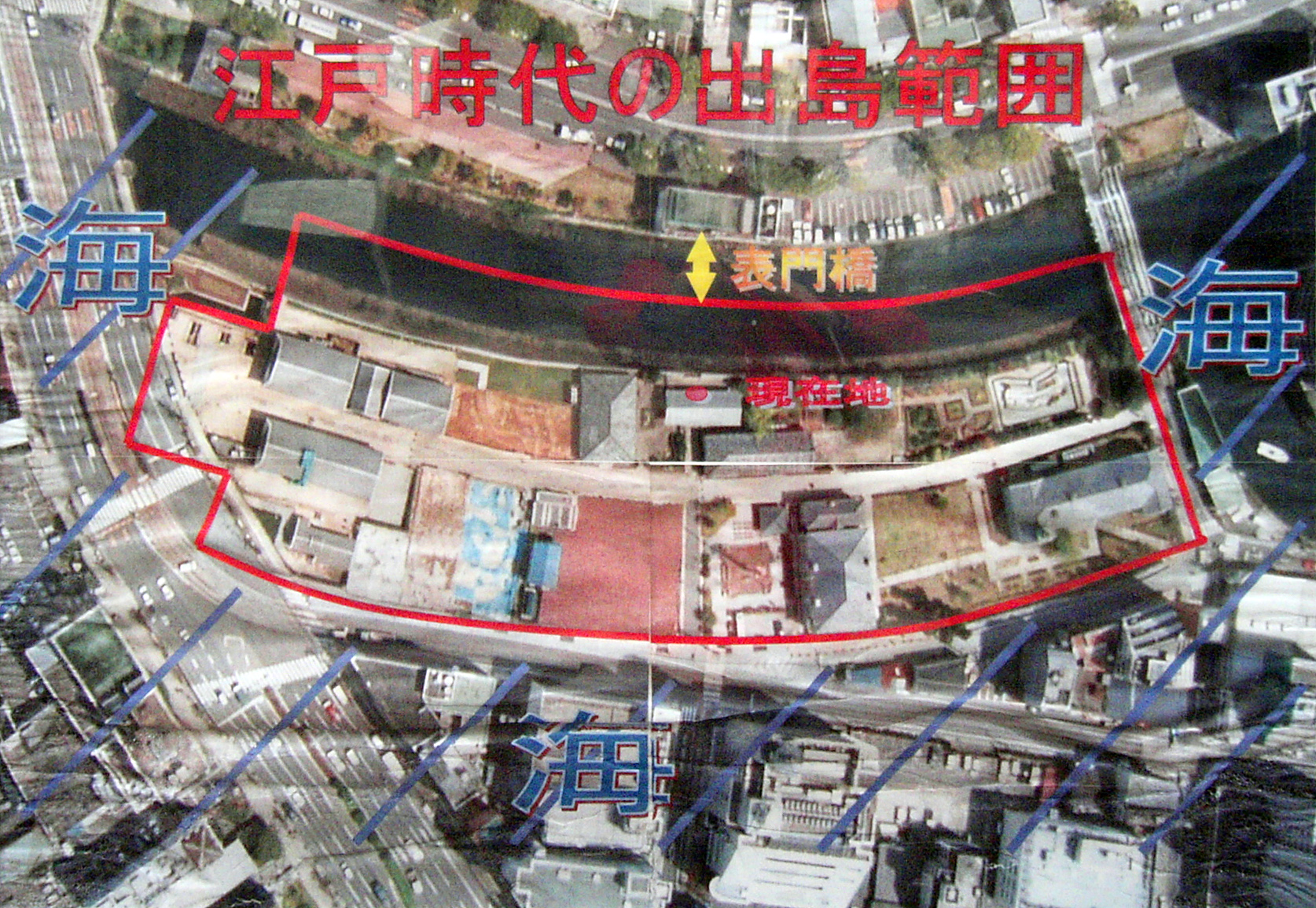
Hranice ostrova Dedžima z doby Edo (vyznačené červeně) na území moderního Nagasaki. Město bývalý ostrov již zcela obklopilo, jeho část navíc byla odstraněna, aby bylo možné rozšířit tok řeky. Tato fotografie je pořízena z cedule umístěné v Dedžimě a ukazuje současný stav rekonstrukčních prací (30. 12. 2004), kdy jsou budovy z holandské éry v současné době obnovovány jedna po druhé podle starých fotografií a modelů

Obchodní stanice Nizozemské východoindické společnosti na Dedžimě byla zrušena, když Japonsko v roce 1858 uzavřelo Kanagawskou smlouvu se Spojenými státy. Tím skončila role Dedžimy jako jediného japonského okna do západního světa v době národní izolace. Od té doby byl ostrov významně rozšířen o rekultivovanou půdu a sloučen s městem Nagasaki. Rozsáhlá přestavba nagasackého přístavu v roce 1904 jeho původní polohu skryla.

## Památky a turismus
- Omotemon - starý most, opraven a zpřístupněn roku 2017
- Dedžimské muzeum - sídlí v budově bývalého nizozemského protestantského semináře.
- Nizozemská faktorie, 5 budov bylo opraveno a zpřístupněno roku 2000.

## Dedžima v umění
- Tisíc podzimů Jacoba de Zoeta – David Mitchell
- Děti – Jaroslav Durych